# Střítež (districtul Frýdek-Místek)
Střítež (în cehă Střítež, în poloneză Trzycież, în germană Trzytiesch) este o comună și un sat în districtul Frýdek-Místek din regiunea Moravia-Silezia din Cehia. Are o populație de aproximativ 1.100 de locuitori. Comuna are o minoritate poloneză semnificativă (14,4% din populația totală).
Principalul obiectiv turistic din Střítež este Biserica „Sfântul Mihail Arhanghelul”.

## Etimologie
Originile numelui sunt îndoielnice. Dacă numele original al satului a fost Trzeciesz, ar fi putut avea origine patronimică, derivată din numele personal Trzeciech. Scrierea cehă poate fi legată de denumirile locale comune Střítež, care semnifică locuri umede vegetate cu Scirpus⁠(d) (papură). După A. Bańkowski, numele este derivat din limba poloneză veche, czrzecież, care este echivalent cu forma în limba cehă veche care are sensul mai degrabă de „a tăia” decât de trestie (în poloneză: trzcina).

## Geografie
Střítež se află la aproximativ 14 kilometri (9 mi) est de Frýdek-Místek și la 23 kilometri (14 mi) sud-est de Ostrava. Se află la poalele dealurilor Podbeskydy (în cehă: Podbeskydská pahorkatina), în regiunea istorică Silezia Cieszynului. Pârâul Ropičanka⁠(d) curge prin teritoriul comunei.

## Istorie

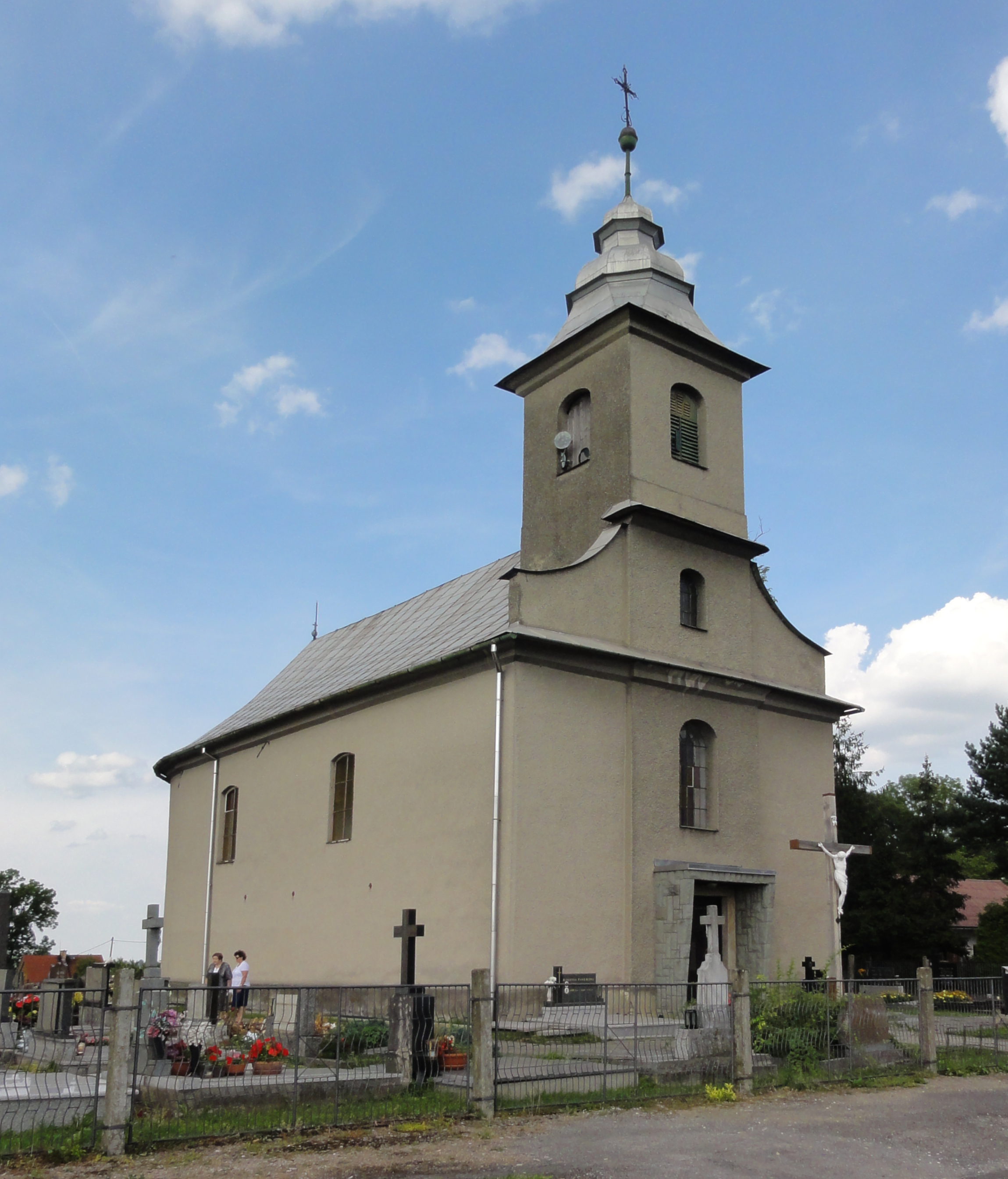
Biserica „Sfântul Mihail Arhanghelul”

Fondarea satului a făcut parte dintr-o campanie de colonizare mai amplă care a avut loc la sfârșitul secolului al XIII-lea pe teritoriul a ceea ce va fi cunoscut mai târziu ca Silezia Superioară. Prima mențiune scrisă a orașului Střítež se găsește într-un document latin al Diecezei catolice de Wrocław, numit Liber fundationis episcopatus Vratislaviensis, din jurul anului 1305, sub numele de Trezhes.
Politic, satul a aparținut inițial Ducatului de Teschen, format în 1290 ca urmare a fragmentării feudale a Poloniei și a fost condus de o ramură locală a dinastiei Piast. În 1327, ducatul a ajuns să fie o feudă a Regatului Boemiei, care după anul 1526 a devenit o parte a monarhiei habsburgice.
Satul Střítež a devenit reședința unei parohii catolice, menționat într-un registru de plăți din 1447 printre alte 50 de parohii ale diaconiei din Teschen, sub numele de Stzreczicz.
După anii 1540, Reforma Protestantă a predominat în Ducatul de Teschen, iar o biserică catolică locală a fost preluată de luterani. A fost preluată (ca una dintre cele cca. cincizeci de clădiri din regiune) de către o comisie specială și returnată Bisericii Romano-Catolice la 25 martie 1654.
După Revoluțiile din 1848 din Imperiul Austriac, au fost introduse diviziunile municipale moderne în Silezia austriacă reînființată. Satul, ca municipalitate (comună), a fost subscris districtului politic și juridic Cieszyn.
Potrivit recensămintelor efectuate în perioada 1880–1910, populația comunei a crescut de la 582 în 1880 la 614 în 1910, majoritatea fiind vorbitori nativi de limba poloneză (între 92,9% și 96,6%), însoțiți de o minoritate vorbitoare de limbă germană (cel mult 39 sau 6,6% în 1900) și vorbitoare de limbă cehă (cel mult 7 sau 1,2% în 1890). În ceea ce privește religia, în 1910 majoritatea erau romano-catolici (54,7%), urmați de protestanți (43,5%) și evrei (11% sau 1,8%).
După Primul Război Mondial, Războiul Polono-Cehoslovac și divizarea Sileziei Cieszynului în 1920, comuna a devenit parte a Cehoslovaciei. În urma Acordului de la München, în octombrie 1938, împreună cu regiunea Transolza, a fost anexată de Polonia, fiind alăturată administrativ comitatului Cieszyn din Voievodatul Silezia. Apoi comuna a fost anexată de Germania nazistă la începutul celui de-Al Doilea Război Mondial. După acest război, a fost restituită Cehoslovaciei.

## Demografie
Minoritatea poloneză reprezintă 14,4% din populația totală.

## Transporturi
Drumul I/68 (parte a drumului european E75), care leagă autostrada D48 de granița ceho-slovacă din Mosty u Jablunkova⁠(d), trece prin comună.

## Obiective turistice
Principalul obiectiv turistic din Střítež este Biserica „Sfântul Arhanghel Mihail”. A fost construită în anul 1806, când a înlocuit o biserică veche din lemn distrusă de un incendiu.